# Golubački grad

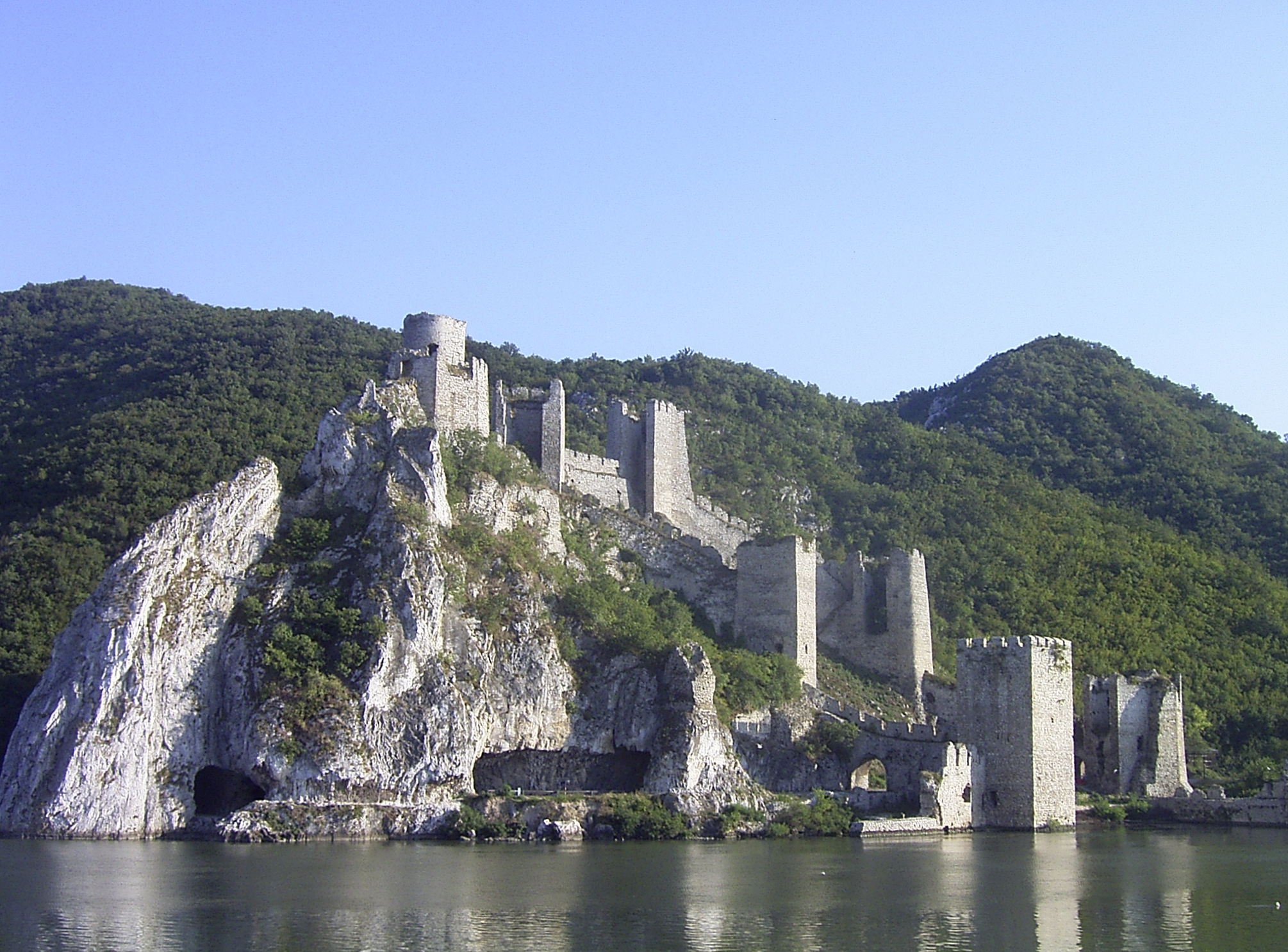
Golubački grad innan renoveringen.

Golubački grad var en medeltida befäst stad i Serbien. Staden och fortet byggdes på 1300-talet. Det ligger utmed floden Donau, mittemot Rumänien, nära orten Golubac.

## Galleri

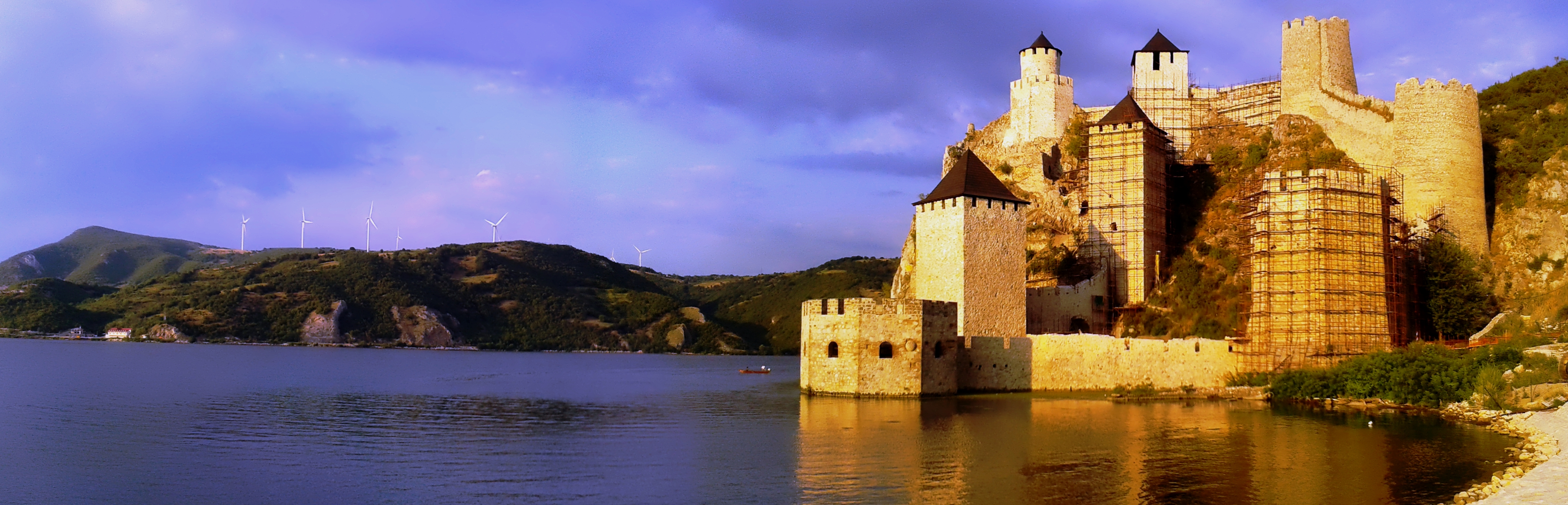
Renovering av fortet 2017
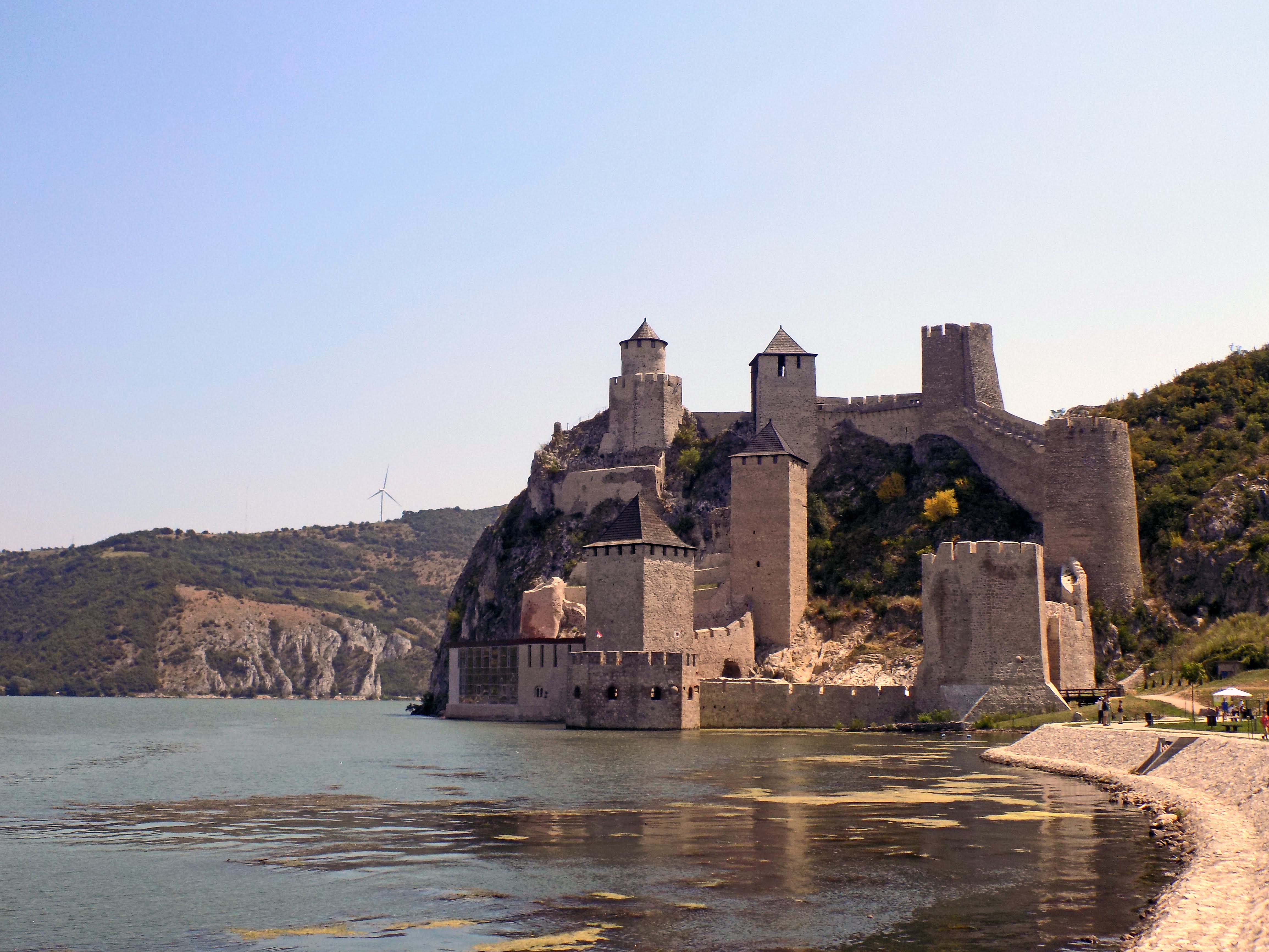
Golubac efter renoveringen, juli 2019